# Abdikani Mohamed Wa’ays
Abdikani Mohamed Wa’ays (geboren um 1951; gestorben 10. Mai 2020 in Kuwait) war ein somalischer Diplomat. Er war zuletzt Botschafter seines Landes in Ägypten und bei der Arabischen Liga.
Abdikani Wa’ays begann seine diplomatische Karriere in den 1970er Jahren. Er vertrat sein Land lange in Libyen, bevor er Botschafter in Ägypten und bei der Arabischen Liga wurde.
Abdikani Mohamed Wa’ays starb am 10. Mai 2020 in einem Krankenhaus in Kuwait an den Folgen einer SARS-CoV-2-Infektion. Er hatte mit einem Diabetes eine relevante Vorerkrankung.